# Adolf von Fürstenstein
Adolf Karl Alexander Alexis le Camus Graf von Fürstenstein (* 8. März 1818 in Paris; † 20. Mai 1895 in Görlitz) war ein deutscher Rittergutsbesitzer, Verwaltungsbeamter und Hofbeamter französischer Abstammung.

## Leben
Adolf von Fürstenstein wurde als Sohn des von Jérôme Bonaparte zum Grafen von Fürstenstein erhobenen Pierre Alexandre le Camus und Adelheid geb. Gräfin von Hardenberg geboren. Er studierte an der Rheinischen Friedrich-Wilhelms-Universität und wurde 1839 Mitglied des Corps Borussia Bonn. Nach dem Studium wurde er Herr auf Ullersdorf bei Niesky. Er war Vizeoberschlosshauptmann, Obertruchsess, Kammerherr, Landeshauptmann und Landesältester der Oberlausitz.
Er war 1858–1860 (oder 1862) Landrat des Kreises Rothenburg (Ob. Laus.). Er vertrat 1855–1857 und 1859–1861 den Wahlkreis Liegnitz 1 und 1867–1870 den Wahlkreis Liegnitz 9 (Rothenburg, Hoyerswerda) im Preußischen Abgeordnetenhaus. Er gehörte zur Fraktion der Konservativen Partei (Preußen).